# Xã Geneva, Quận Allen, Kansas
Xã Geneva (tiếng Anh: Geneva Township) là một xã thuộc quận Allen, tiểu bang Kansas, Hoa Kỳ. Năm 2010, dân số của xã này là 119 người.